# Marcantonio Bragadin (général)
Pour les articles homonymes, voir Marcantonio Bragadin et Bragadin.
Marco Antonio Bragadin, né à Venise le 21 avril 1523 et mort à Famagouste le 17 août 1571, fut gouverneur de l'île de Chypre pour le compte de la république de Venise. 
Sous son commandement, la place de Famagouste résista longuement à l'invasion ottomane par la flotte du sultan Sélim II. Après s'être rendu avec des garanties de clémence de la part du vainqueur, il n'en fut pas moins torturé pendant plusieurs jours avant d'être exécuté.
L'invasion de l'île avait déclenché la levée d'une flotte par le pape Pie V et la bataille de Lépante, le 7 octobre 1571, mit fin à la suprématie navale des Turcs en Méditerranée.

## Biographie
Connu également sous des variantes comme Marcantonio Bragadino, il connaît une brève expérience professionnelle comme avocat en 1543 avant d'entrer au corps des Fantassins de Mer de la sérénissime république de Venise. Faute d'occasions de commander un navire, il occupe diverses charges auprès des magistratures civiles, dans des prisons lointaines de la métropole, puis à Venise même où il est nommé gouverneur de prison en 1560 et 1566.
Élu capitaine du royaume de Chypre en 1569, il rejoint Famagouste, pour assumer le gouvernement civil de l'île, en vue de la confrontation probable avec la flotte ottomane.

## Le siège de Famagouste
L'introduction de l'artillerie rendait nécessaire de doter les villes les plus importantes de murailles solides réalisées selon des critères scientifiques pour résister aux bombardements. C'est ainsi que le Bragadin fait équiper le port de Famagouste de fortifications modernes comme le bastion Martinengo permettant la protection des deux flancs de la muraille.

À la suite du débarquement turc sur l'île, le 3 juillet 1570, Nicosie tombe en deux mois seulement et la garnison est massacrée. La tête coupée du lieutenant de la place, Niccolò Dandolo, est envoyée à Bragadin qui décide de résister à cette intimidation.

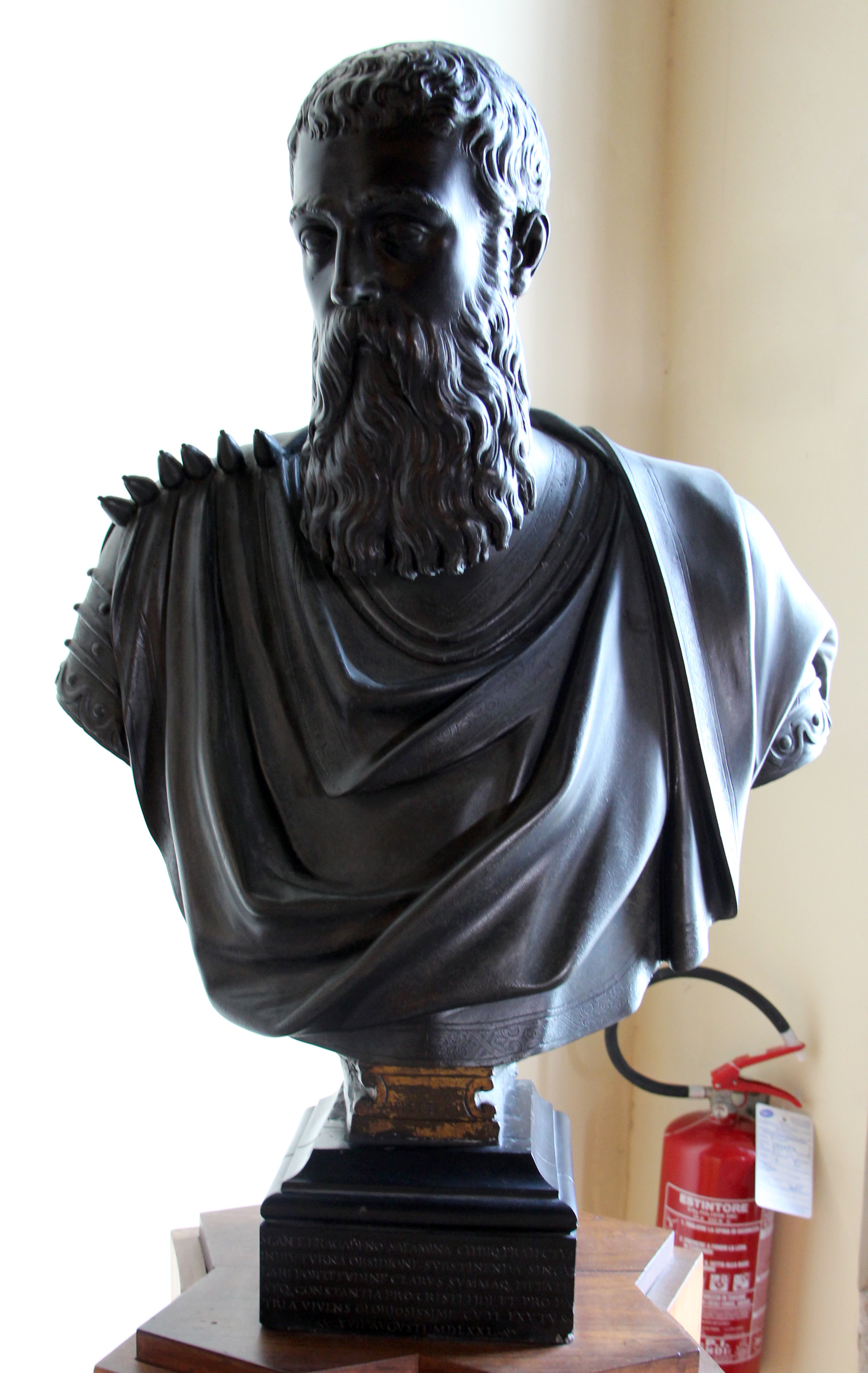
Tiziano Aspetti, Marcantonio Bragadin (1571 ca.)

Le siège de la ville débute en septembre 1570. Commandés par Bragadin assisté de Lorenzo Tiepolo du capitaine de Pafo et du général Astorre Baglioni, les 6 000 hommes de la défense vénitienne (peut-être dans un ratio de 5 civils pour un militaire, la garnison faisant environ 900 soldats) s'opposent à 200 000 hommes armés (une estimation sans doute plus que gonflée), munis de 1500 canons et appuyés d'une flotte d'environ 150 navires qui bloquent les ravitaillements et les renforts.
Compte tenu de la disparité des forces en présence, de la pénurie d'aides de la mère patrie et de la préparation de l'armée assiégeante, la résistance des assiégés pendant près d'un an dépasse toute attente, l'héroïsme désespéré étant la seule voie devant la cruauté de l'ennemi.
Constamment la cible des batteries ennemies, les murs tiennent tandis que les belligérants inventent à cette occasion de nouvelles techniques de guerre. L'extérieur de l'enceinte est entièrement comblé de terre jusqu’à la cime des fortifications. Un grand nombre de galeries y sont creusées pour placer des charges explosives sous les murs et tenter d'y ouvrir une brèche. En juillet 1571, les Turcs y arrivent enfin et l'armée s'engouffre dans l’enceinte fortifiée. Elle n'est repoussée qu’à grand prix. Lorsque les réserves et les munitions sont épuisées, le 31 juillet 1571, Bragadin est contraint à la reddition.
Les historiens discutent des raisons du désengagement de la Sérénissime malgré les promesses d'envoyer des secours au Bragadin, depuis Souda sur l'île de Crète. Certains Vénitiens ambitieux préféraient peut-être par calcul épargner les ressources militaires escomptant en prendre le commandement dans la confrontation qui s'avérait imminente. Un historien français, Jean Dumont, invoque aussi le fait que Chypre, au bout de la Méditerranée orientale, était jugée hautement indéfendable face à l'expansionnisme turc et notamment de ce que le roi d'Espagne Philippe II, appelé au secours par la Sérénissime, aurait préféré tenir ses forces en réserve en prévision d'une escalade dans le conflit entre l'Empire Ottoman et la Sainte-Ligue - unissant les Empires autrichien et espagnol ainsi que les principaux états italiens de l'époque.

## Le martyre de Bragadin

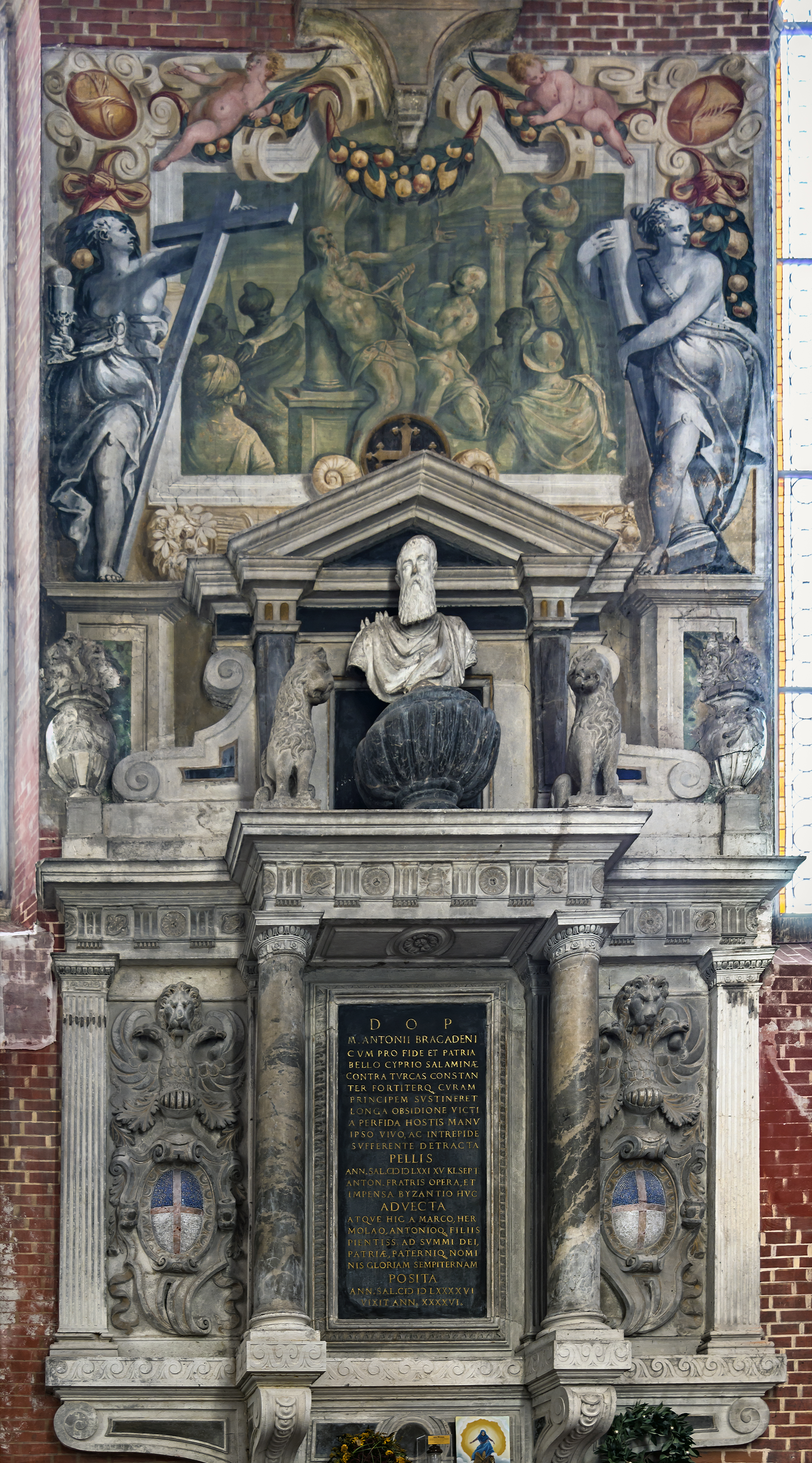
Monument funéraire de Marcantonio Bragadin San Giovanni e Paolo

Bien que le traité de reddition garantit aux rescapés militaires et civils une retraite à Candie, le gouverneur est arraché de sa monture et sa garde massacrée. Après une longue série d'humiliations et de tortures, il est écorché vif.
Ses membres équarris sont partagés entre les différents corps d'armée et sa peau, remplie de paille et recousue, est revêtue de ses attributs militaires et portée en cortège à dos de bœuf jusqu’à Famagouste. Le trophée macabre, avec les têtes du général Alvise Martinengo, de Gianantonio Querini et du châtelain Andrea Bragadin est hissé sur la hampe de la galère du commandant turc Lala Mustafa Pacha et conduit à Constantinople.
La peau de Bragadin sera volée de l'arsenal de Constantinople par un esclave vénitien, Gerolamo Polidori, en 1580 et rapportée à Venise où elle est conservée dans l'église Saint-Grégoire, puis à San Giovanni e Paolo où elle se trouve encore aujourd'hui. 
L'urne fut ouverte pour la dernière fois pour en examiner le contenu scientifiquement en 1961, en présence notamment d'un des descendants de Bragadin.

## Conclusion
La résistance héroïque et inopinée de Bragadin a obligé le Turc à mobiliser bien plus de forces que prévu à Chypre et donné le temps à la Sainte Ligue d'organiser la flotte qui le vaincra à la bataille navale de  Lépante.